# Поддаться искушению
«Поддаться искушению» (исп. Caer en tentación) — мексиканская теленовелла 2017 года от продюсера Жизелль Гонзалез для телекомпании «Televisa», в главных ролях Сильвия Наварро, Габриэль Сото, Адриана Лувье и Карлос Ферро. Ремейк аргентинской теленовеллы «Любовь после любви». Он транслировался с 18 сентября 2017 до 11 февраля 2018 года на телеканале «Las Estrellas».

## Сюжет
Ракель и Дамиан счастливы в браке с двумя детьми. Судьба приводит Дамиана к Каролине и чувствует к ней неоспоримое влечение. Дамиан не знал, что Каролина уже была замужем за Сантьяго Альварадо, строительным архитектором, от которого у неё двое детей. Когда Ракель бросает своего сына Феде в школу, она случайно заправляет свою машину к грузовику Сантьяго, и они понимают, что их сыновья знают друг друга. Ракель добровольно платит за ущерб, но Сантьяго отказывается. Ракель настаивает и отправляется в дом Альварадо с Дамианом. Две пары становятся большими друзьями. Но желание между Дамианом и Каролиной сильнее их брачного обязательства, и оба решают обмануть своих супругов. Дамиан и Каролина попали в ужасную автомобильную аварию. Спасатели только находят серьёзно раненого Дамиана, и Каролина таинственно исчезла со сцены. В ходе расследования, проведенного полицией, Ракель и Сантьяго узнают, что их супруги являются любовниками.

## В ролях
- Сильвия Наварро — Ракель Коэн
- Габриэль Сото — Дамиан Беккер
- Адриана Лувье — Каролина Ривас
- Карлос Ферро — Сантьяго Альварадо
- Арат де ла Торре — Андрес Беккер
- Хульета Эгуррола — Мириам де Беккер
- Беатрис Морено — Ховита
- Эла Фельден — Майн Беккер Коэн
- Хулия Урбини — Долорес «Лола» Альварадо Ривас
- Луз Рамос — Лаура
- Карлос Валенсия — Висенте Ривас
- Энок Леаньо — Родольфо Руэда
- Иринео Альварес — Антонио
- Адальберто Парра — Начо
- Луис Фернандо Пенья — Агустин
- Ана Чоккетти — Азучена
- Хорхе Луис Васкес — Годой
- Мойзес Арисменди — Кристиан
- Лиз Гальярдо — Габриэла
- Херман Бракко — Федерико «Феде» Беккер Коэн
- Хосе Мануэль Ринкон — Николас «Нико» Альварадо Ривас
- Франсиско Пизанья — Хуан Дуран
- Пьер Луи — Бебо
- Андреа Герреро — Синтия
- Николь Вейл — Хульета

## Награды и номинации
| Год  | Награда            | Категория                                 | Получатель                       | Результат |
| ---- | ------------------ | ----------------------------------------- | -------------------------------- | --------- |
| 2018 | Premios TVyNovelas | Лучшая теленовелла года                   | Жизелль Гонзалез                 | Победа    |
| 2018 | Premios TVyNovelas | Лучшая актриса                            | Адриана Лувье                    | Номинация |
| 2018 | Premios TVyNovelas | Лучшая актриса                            | Сильвия Наварро                  | Номинация |
| 2018 | Premios TVyNovelas | Лучший актёр                              | Габриэль Сото                    | Номинация |
| 2018 | Premios TVyNovelas | Лучшая актриса антагонист                 | Хульета Эгуррола                 | Номинация |
| 2018 | Premios TVyNovelas | Лучший антагонист актёра                  | Арат де ла Торре                 | Номинация |
| 2018 | Premios TVyNovelas | Лучшая ведущая актриса                    | Хульета Эгуррола                 | Номинация |
| 2018 | Premios TVyNovelas | Лучший ведущий актёр                      | Адальберто Парра                 | Номинация |
| 2018 | Premios TVyNovelas | Лучший ведущий актёр                      | Карлос Ферро                     | Победа    |
| 2018 | Premios TVyNovelas | Лучшая актриса второго плана              | Хулия Урбини                     | Победа    |
| 2018 | Premios TVyNovelas | Лучший актёр второго плана                | Карлос Валенсия                  | Номинация |
| 2018 | Premios TVyNovelas | Лучшая молодая ведущая актриса            | Эла Фельден                      | Победа    |
| 2018 | Premios TVyNovelas | Лучший молодой ведущий актёр              | Херман Бракко                    | Победа    |
| 2018 | Premios TVyNovelas | Лучший оригинальный рассказ или адаптация | Леонардо Бечини                  | Победа    |
| 2018 | Premios TVyNovelas | Лучший режиссёр                           | Эрик Моралес и Хуан Пабло Бланко | Победа    |
| 2018 | Premios TVyNovelas | Лучшее направление камер                  | Армандо Сафра и Луис Родригес    | Победа    |
| 2018 | Premios TVyNovelas | Лучшая музыкальная тема                   | Saturno — Пабло Альборан         | Победа    |
| 2018 | Premios TVyNovelas | Лучший актёрский состав                   | Поддаться искушению              | Победа    |